# Henndorf am Wallersee
Henndorf am Wallersee – gmina w Austrii, w kraju związkowym Salzburg, w powiecie Salzburg-Umgebung. Liczy 4854 mieszkańców (1 stycznia 2015).